# Decímetro
El decímetro es una unidad de longitud. Es el primer submúltiplo del metro y equivale a la décima parte de él. Su símbolo es dm.

## Equivalencias
- 100 mm
- 10 cm
- 0,1 m
- 0,01 dam
- 0,001 hm
- 0,0001 km